# بحيرة بولوسان
بحيرة بولوسان هي بحيرة بركانية تقع في بلدية بولوسان بمقاطعة سوروسوغون في إقليم بيكول جنوب جزيرة لوزون في الفلبين، تقع البحيرة عند سفح جبل بولوسان وتُعد جزءًا من منتزه بولوسان الوطني.

تتميز البحيرة بمياهها العذبة المحاطة بالغابات الكثيفة، وتُعد من أبرز الوجهات الطبيعية في المنطقة. يقصدها الزوار لممارسة أنشطة سياحية متنوعة مثل ركوب القوارب والتجديف والمشي في المسارات الجبلية، إلى جانب مراقبة الطيور والحياة البرية.
تعتبر بحيرة بولوسان من أهم المعالم السياحية في مقاطعة سورسوجون، وغالبًا ما تُدمج زيارتها مع استكشاف جبل بولوسان والينابيع الساخنة القريبة.